# 本与板村
本与板村（もとよいたむら）は、かつて新潟県三島郡にあった村。

## 沿革
- 1889年（明治22年）4月1日 - 町村制施行に伴い三島郡本与板村、馬越村、仁ケ村外新田、岩方村が合併し、本与板村が発足。
- 1901年（明治34年）11月1日 - 村域を二分割し、次のように近隣自治体と合併して消滅。
  - 大字本与板 → 三島郡与板町と合併し与板町を新設
  - 大字岩方・馬越・仁ケ村外新田 → 三島郡善高村、五千石村、下桐原村と合併し大河津村を設置